# Ny Teknik
Ny Teknik este un periodic saptămânal suedez de stiri din domeniul științei și tehnologiei.